# Alexander Camaro
Pour les articles homonymes, voir Camaro.
Alexander Camaro, né Alphons Bernhard Kamarofski le 27 septembre 1901 et mort le 20 octobre 1992, est un artiste peintre et danseur allemand,,,.